# Rjukanbanen
| Streckenlänge: | 16 km Vemorksporet: 5,22 km                             |                                                              |                                                              |
| Spurweite: | 1435 mm (Normalspur)                                    |                                                              |                                                              |
| Stromsystem: | 1911–1966: 10 kV, 16 2/3 Hz ~ ab 1966: 15 kV, 16,7 Hz ~ |                                                              |                                                              |
| Maximale Neigung: | 18 ‰ Vemorksporet: 55,6 ‰                               |                                                              |                                                              |
| Minimaler Radius: | 180 m Vemorksporet: 56 m                                |                                                              |                                                              |
| |                                                         |                                                              |                                                              |
| Betriebsstellen und Strecken |                                                         |                                                              |                                                              |
| \| \| 21,22 \| Vemork \| 560 moh. \| \| \| 20,08 \| Rasoverbygg (77 m) \| Rasoverbygg (77 m) \| \| \| \| Rjukan Salpeterfabrik \| \| \| \| \| \| \| \| \| 15,95 \| Rjukan (bis 15. Nov. 1912 Saaheim) \| 303 moh. \| \| \| \| \| \| \| \| 15,23 \| Saaheim tunnel (242 m, seit 1912) \| Saaheim tunnel (242 m, seit 1912) \| \| \| \| \| \| \| \| 14,63 \| Mæland overgang (10. Juli 1928 bis 24. Nov. 1941) \| Mæland overgang (10. Juli 1928 bis 24. Nov. 1941) \| \| \| 14,44 \| Måna (Mæland bru, 41 m) \| Måna (Mæland bru, 41 m) \| \| \| 14,63 \| Øvre plattform (auch „blindtarmen“, bis 24. Nov. 1941) \| Øvre plattform (auch „blindtarmen“, bis 24. Nov. 1941) \| \| \| 13,81 \| Ingolfsland (Bhf bis 1. Mai 1969) \| 277 moh. \| \| \| 13,35 \| Tveito (13. März 1916–1924. Nov. 1941, ab 1945–1. Aug. 1960) \| Tveito (13. März 1916–1924. Nov. 1941, ab 1945–1. Aug. 1960) \| \| \| 12,60 \| Bjørkhaug (ab 1. Aug. 1960) \| Bjørkhaug (ab 1. Aug. 1960) \| \| \| 11,43 \| Øverland (bis 11. Nov. 1942) \| Øverland (bis 11. Nov. 1942) \| \| \| 1 \| Svadde industriområde (ab 1981) \| Svadde industriområde (ab 1981) \| \| \| 010,38 \| Øverland sidespor zum Kraftwerk Moflat \| Øverland sidespor zum Kraftwerk Moflat \| \| \| 10,34 \| Mår kraftverkskanal (11 m) \| Mår kraftverkskanal (11 m) \| \| \| 10,11 \| Øverland (ab 11. Nov. 1942) \| 254 moh. \| \| \| 6,55 \| Skeie (Nov. 1953–Juni 1959 Gaustadjordet) \| Skeie (Nov. 1953–Juni 1959 Gaustadjordet) \| \| \| 4,44 \| Miland (1. Mai 1917 bis 14. April 1969) \| 208 moh. \| \| \| 4,48 \| Måna (41 m) \| Måna (41 m) \| \| \| 2,39 \| Kanal (etwa 18 m) \| Kanal (etwa 18 m) \| \| \| 1,10 \| Buslåtten (Okt. 1953–Juni 1959 Plattform km 1,1) \| Buslåtten (Okt. 1953–Juni 1959 Plattform km 1,1) \| \| \| 0,70 \| Rollagåna (11 m) \| Rollagåna (11 m) \| \| \| 0,39 \| Mæl (bis 15. Februar 1921 Rollag) \| 192 moh. \| \| \| \| nach Tinnoset an der Tinnosbane \| \| |                                                         |                                                              |                                                              |
| Betriebsstelle Streckenanfang (Strecke außer Betrieb) | 21,22                                                   | Vemork                                                       | 560 moh.                                                     |
| Tunnel (Strecke außer Betrieb) | 20,08                                                   | Rasoverbygg (77 m)                                           | Rasoverbygg (77 m)                                           |
| Strecke (außer Betrieb) · Betriebsstelle Streckenanfang (Strecke außer Betrieb) |                                                         | Rjukan Salpeterfabrik                                        | Rjukan Salpeterfabrik                                        |
| Abzweig geradeaus und von links (Strecke außer Betrieb) · Strecke nach rechts (außer Betrieb) |                                                         |                                                              |                                                              |
| Kopfbahnhof Strecke bis hier außer Betrieb | 15,95                                                   | Rjukan (bis 15. Nov. 1912 Saaheim)                           | 303 moh.                                                     |
| Abzweig ehemals geradeaus und nach links · Strecke von rechts |                                                         |                                                              |                                                              |
| Strecke (außer Betrieb) · Tunnel | 15,23                                                   | Saaheim tunnel (242 m, seit 1912)                            | Saaheim tunnel (242 m, seit 1912)                            |
| Strecke nach links (außer Betrieb) · Abzweig geradeaus und ehemals von rechts |                                                         |                                                              |                                                              |
| ehemaliger Haltepunkt / Haltestelle | 14,63                                                   | Mæland overgang (10. Juli 1928 bis 24. Nov. 1941)            | Mæland overgang (10. Juli 1928 bis 24. Nov. 1941)            |
| Brücke über Wasserlauf | 14,44                                                   | Måna (Mæland bru, 41 m)                                      | Måna (Mæland bru, 41 m)                                      |
| ehemaliger Haltepunkt / Haltestelle | 14,63                                                   | Øvre plattform (auch „blindtarmen“, bis 24. Nov. 1941)       | Øvre plattform (auch „blindtarmen“, bis 24. Nov. 1941)       |
| ehemaliger Haltepunkt / Haltestelle | 13,81                                                   | Ingolfsland (Bhf bis 1. Mai 1969)                            | 277 moh.                                                     |
| ehemaliger Haltepunkt / Haltestelle | 13,35                                                   | Tveito (13. März 1916–1924. Nov. 1941, ab 1945–1. Aug. 1960) | Tveito (13. März 1916–1924. Nov. 1941, ab 1945–1. Aug. 1960) |
| ehemaliger Haltepunkt / Haltestelle | 12,60                                                   | Bjørkhaug (ab 1. Aug. 1960)                                  | Bjørkhaug (ab 1. Aug. 1960)                                  |
| ehemaliger Haltepunkt / Haltestelle | 11,43                                                   | Øverland (bis 11. Nov. 1942)                                 | Øverland (bis 11. Nov. 1942)                                 |
| Betriebsstelle Streckenanfang (Strecke außer Betrieb) · Strecke | 1                                                       | Svadde industriområde (ab 1981)                              | Svadde industriområde (ab 1981)                              |
| Strecke nach links (außer Betrieb) · Abzweig geradeaus und ehemals von rechts | 010,38                                                  | Øverland sidespor zum Kraftwerk Moflat                       | Øverland sidespor zum Kraftwerk Moflat                       |
| Brücke über Wasserlauf | 10,34                                                   | Mår kraftverkskanal (11 m)                                   | Mår kraftverkskanal (11 m)                                   |
| ehemaliger Haltepunkt / Haltestelle | 10,11                                                   | Øverland (ab 11. Nov. 1942)                                  | 254 moh.                                                     |
| ehemaliger Haltepunkt / Haltestelle | 6,55                                                    | Skeie (Nov. 1953–Juni 1959 Gaustadjordet)                    | Skeie (Nov. 1953–Juni 1959 Gaustadjordet)                    |
| ehemaliger Haltepunkt / Haltestelle | 4,44                                                    | Miland (1. Mai 1917 bis 14. April 1969)                      | 208 moh.                                                     |
| Brücke über Wasserlauf | 4,48                                                    | Måna (41 m)                                                  | Måna (41 m)                                                  |
| Brücke über Wasserlauf | 2,39                                                    | Kanal (etwa 18 m)                                            | Kanal (etwa 18 m)                                            |
| ehemaliger Haltepunkt / Haltestelle | 1,10                                                    | Buslåtten (Okt. 1953–Juni 1959 Plattform km 1,1)             | Buslåtten (Okt. 1953–Juni 1959 Plattform km 1,1)             |
| Brücke über Wasserlauf | 0,70                                                    | Rollagåna (11 m)                                             | Rollagåna (11 m)                                             |
| Bahnhof | 0,39                                                    | Mæl (bis 15. Februar 1921 Rollag)                            | 192 moh.                                                     |
| Eisenbahnfähre |                                                         | nach Tinnoset an der Tinnosbane                              | nach Tinnoset an der Tinnosbane                              |

Rjukanbanen (bis 1920 R.B., danach Rj.B.) ist Teil einer ehemaligen Verkehrsverbindung in Südnorwegen (Provinz Telemark).
Sie führt unter dem Namen Vestfjorddalsbanen als elektrifizierte Industriebahn von Rjukan nach Mæl. Dort schließt sich eine Eisenbahnfährverbindung über den Tinnsjø (deutsch „See bei Tinn“) nach Tinnoset an, wo Anschluss an das Netz von Bane NOR, der Nachfolgegesellschaft von Norges Statsbaner (NSB) besteht.
Sie ist Teil eines 1909 eröffneten 46 km langen, im norwegischen Sprachgebrauch halböffentlichen Streckennetzes, das mit hohen Staatszuschüssen gebaut wurde. Zur Gesellschaft gehörten neben Vestfjorddalsbanen (die heutige Rjukanbane) und der Schifffahrtslinie die in Tinnoset beginnende Tinnosbane, die am 25. Juli 1913 von einer Staatsbahngesellschaft übernommen und seit dem 1. Juli 1920 von den NSB geführt wurde.

## Geschichte
Die Bahn wurde nach einer Entscheidung des Storting am 17. Juli 1907 von Norsk Transportaktieselskab (ab 14. März 1973 Hydro Transport a.s) gebaut und am 9. August 1909 von König Haakon VII. eingeweiht. Es wurden Schienen mit einem Metergewicht von 25 kg verwendet. Interne Güterzüge für Norsk Hydro fuhren schon ab dem 18. Februar 1909.
Die Vemorksporet zwischen Rjukan und Vemork war im Januar 1909 fertiggestellt. Sie wurde bis zu ihrem Abbau 1991 nur von Güterzügen befahren.
Bereits nach kurzer Betriebszeit wurde der Beschluss gefasst, die Strecke zu elektrifizieren. Als Betriebsspannung wurde eine Wechselspannung von 10.000 Volt gewählt, die Frequenz betrug 16 2/3 Hertz. Am 30. November 1911 wurde der elektrische Betrieb aufgenommen. Am 18. März 1966 wurde die Spannung auf 15.000 Volt geändert und auf der Strecke ein Zugsicherungssystem eingeführt.
Die Strecke führt von Rjukan und dort vom Chemie- und Wasserkraftwerk der Norsk Hydro bei Vemork über 16 km bis nach Mæl am Tinnsjø. Von hier aus verkehrte die Eisenbahnfähre 30 km südlich bis nach Tinnoset. In Tinnoset stellt die Tinnosbane, eine nicht mehr planmäßig befahrene Strecke der Staatsbahn, die Verbindung zum übrigen Streckennetz her. Das Stück von Vemork nach Rjukan ist nicht elektrifiziert. Den erforderlichen Strom für den Betrieb lieferte das Kraftwerk in Vemork.

## Technische Einrichtungen
Ein Bahnhofsgebäude war in Mæl vorhanden, das 1917 für den Bahnhofsvorsteher als Büro umgebaut wurde. Es wurde durch ein 1917 gebautes Gebäude ersetzt, das noch vorhanden ist. Das in Miland erbaute Gebäude wurde 1989 abgerissen, das in Øverland verkauft und umgebaut. Ingolfsland erhielt 1915 einen Fahrkartenkiosk, der 1921 abgerissen wurde. Dieser wurde durch ein Bahnhofsgebäude ersetzt, das verkauft wurde. Das Gebäude in Rjukan ist vorhanden. Alle Bauwerke wurden vom Architekten T. Astrup gezeichnet.
In Mæl war eine Drehscheibe und in Rjukan waren ein Lokschuppen und eine Drehscheibe vorhanden.

## Verkehr
Die Bahnstrecke diente nach dem Bau des Kraftwerks in Vemork den Transportaufgaben für das mit dem Kraftwerk verbundene Chemiewerk. Norsk Hydro stellte vor allem Kunstdünger her. Im Zweiten Weltkrieg war das Werk stark umkämpft, weil dort das für den Bau einer Atombombe benötigte schwere Wasser produziert werden konnte. Am 18. Februar 1944 war die Eisenbahnfährverbindung über den Tinnsjø Ziel eines Sprengstoffanschlags im Rahmen der norwegischen Schwerwasser-Sabotage.

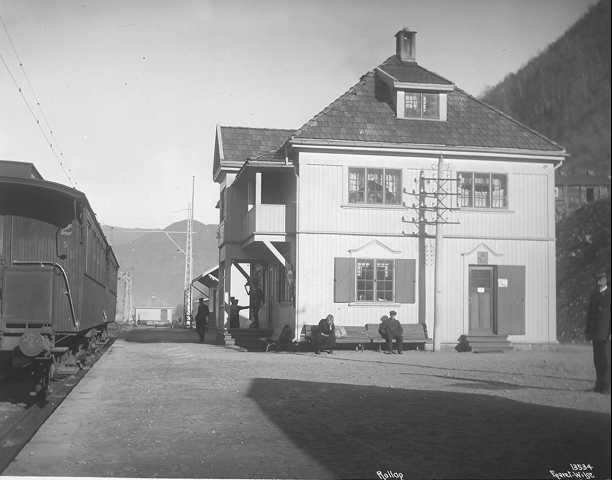
Rollag (1911)
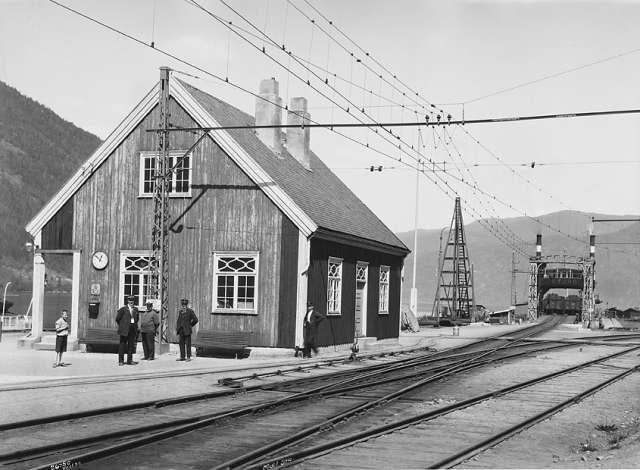
Mæl (1925)
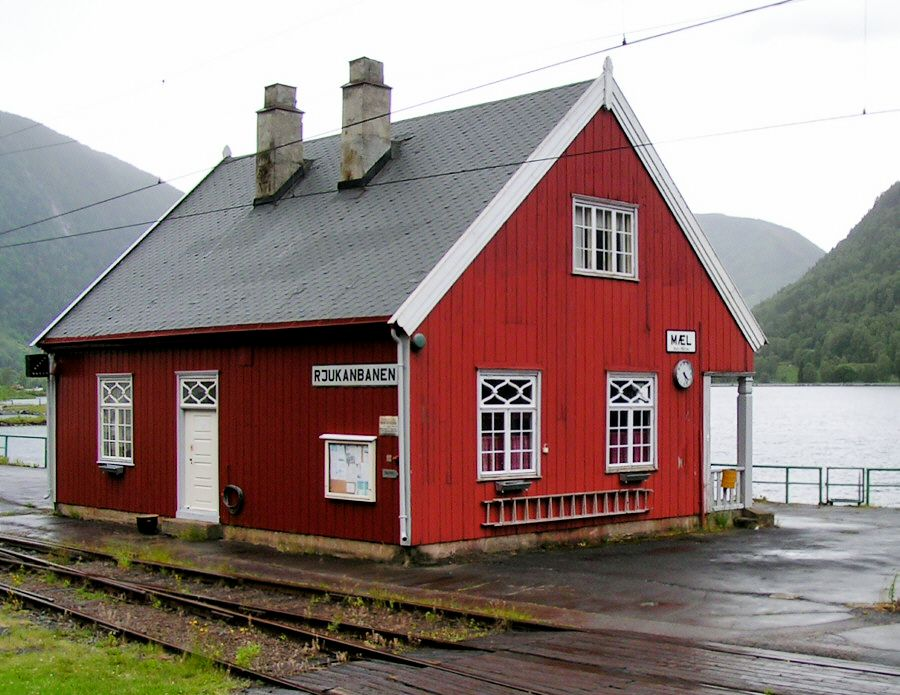
Mæl (2004)
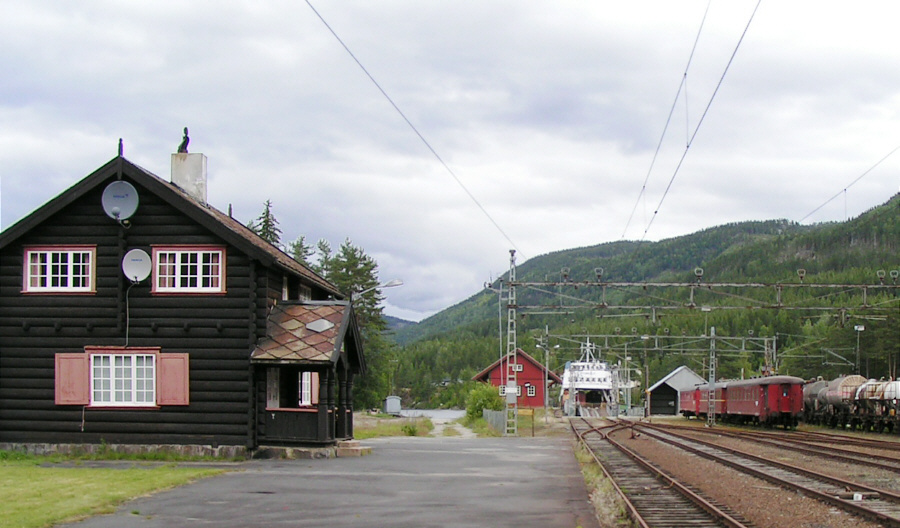
Tinnoset (2004)

Neben dem Güterverkehr wurde Personenverkehr betrieben. In den 1930er Jahren existierte eine direkte Schlafwagenverbindung nach Oslo.
Der Personenverkehr auf der Strecke wurde am 31. Mai 1970 eingestellt, der auf den Fähren 1985. Am 5. Juli 1991 wurde auch der Güterverkehr eingestellt, da ein Teil der Produktion nach Porsgrunn verlagert und zudem eine neue Straßenverbindung an der Westseite des Tinnsjø hergestellt worden war. Anschließend fuhren bis etwa zum Jahr 2000 Museumszüge, die von der Stiftung Rjukanbanen betrieben wurden. Seither verrotteten die Anlagen zunehmend. Der Fahrdraht hängt noch, eine Teilstrecke konnte im Sommer mit Draisinen befahren werden. Seit 2016 besteht wieder Museumsbahnbetrieb.
Die Bahn war vor der Liberalisierung des Eisenbahnverkehrs die letzte Privatbahn Norwegens. Sie hatte die inzwischen neu vergebene UIC-Mitgliedsnummer: „65 RjB“

## Fahrzeuge

### Fähren

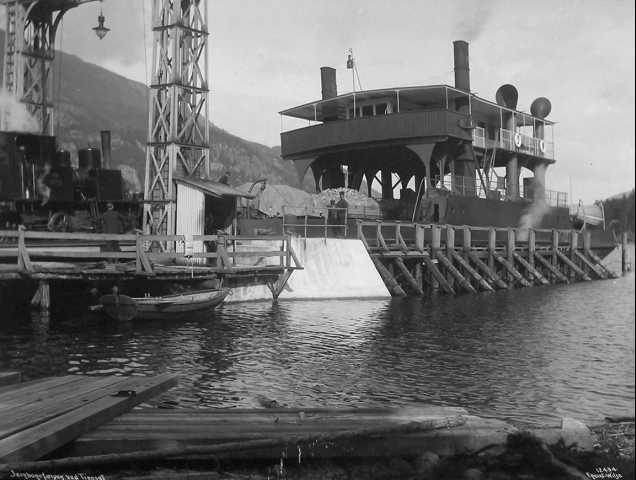
D/F Rjukanfos in Tinnoset (1910)
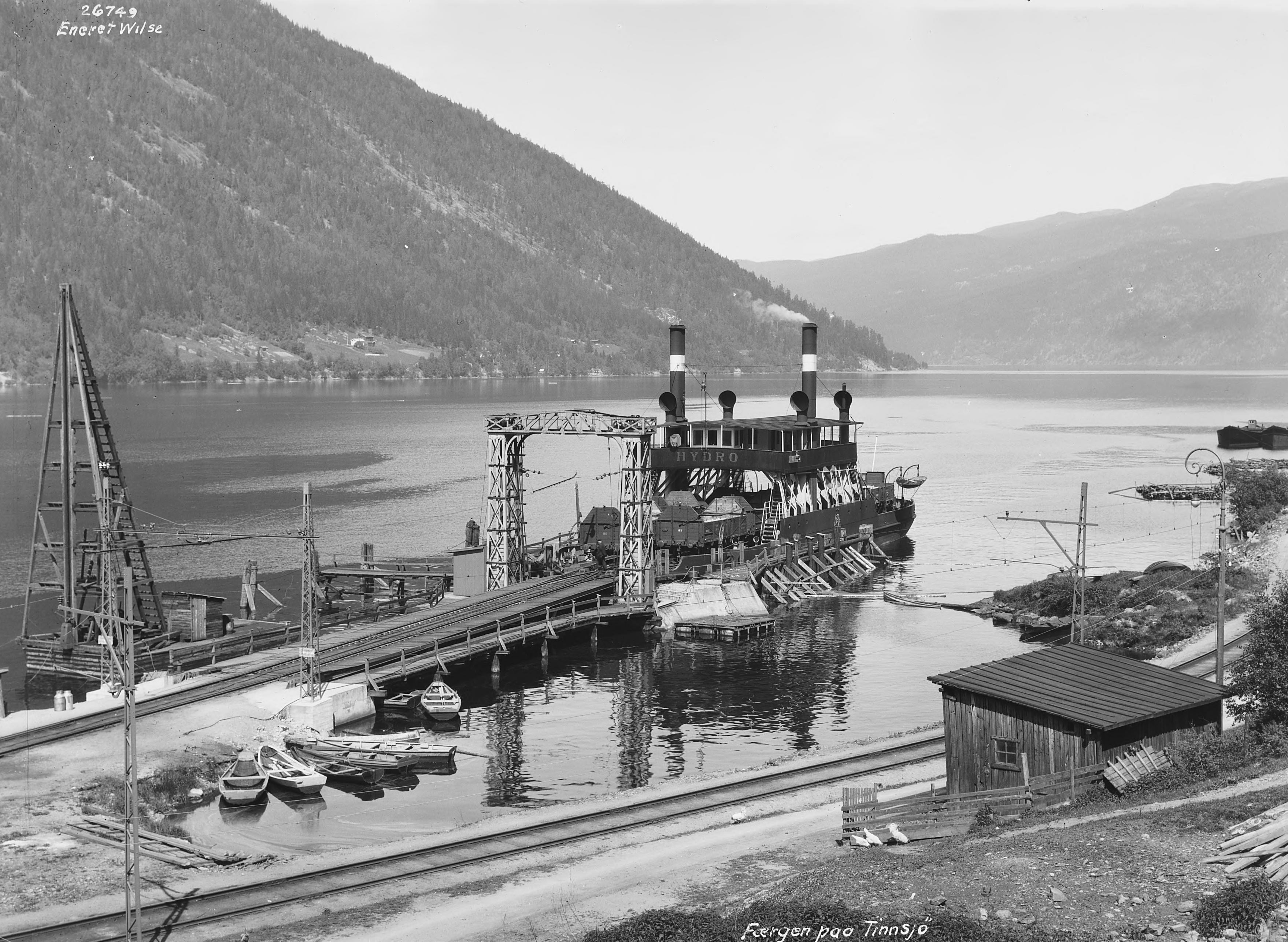
D/F Hydro in Mæl (1925)
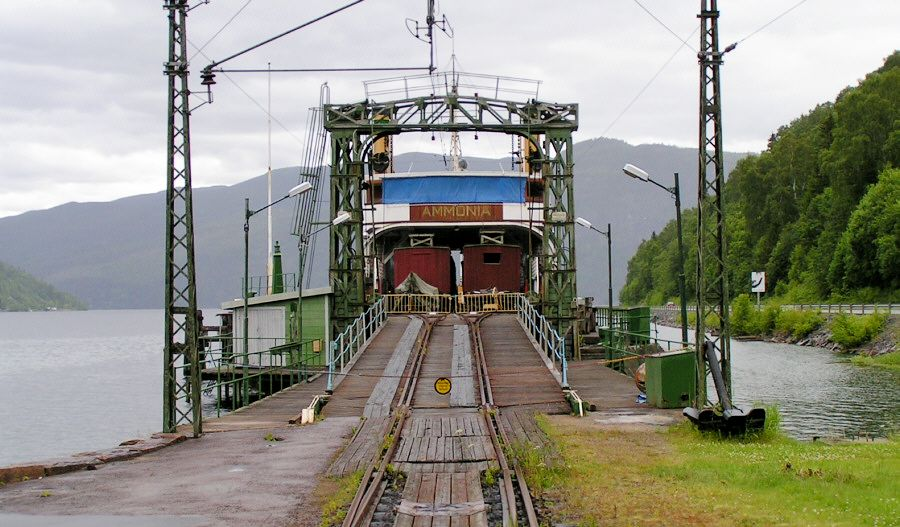
D/F Ammonia in Mæl (2004)
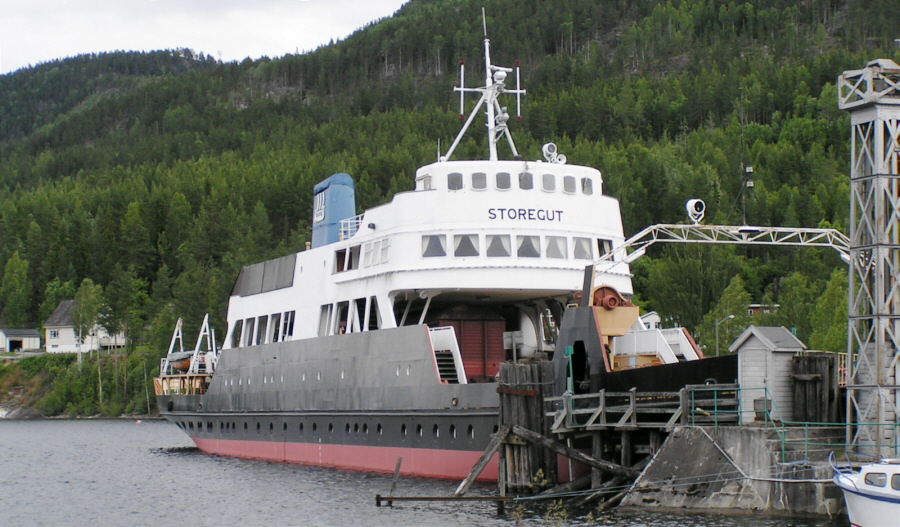
M/F Storegut in Tinnoset (2004)
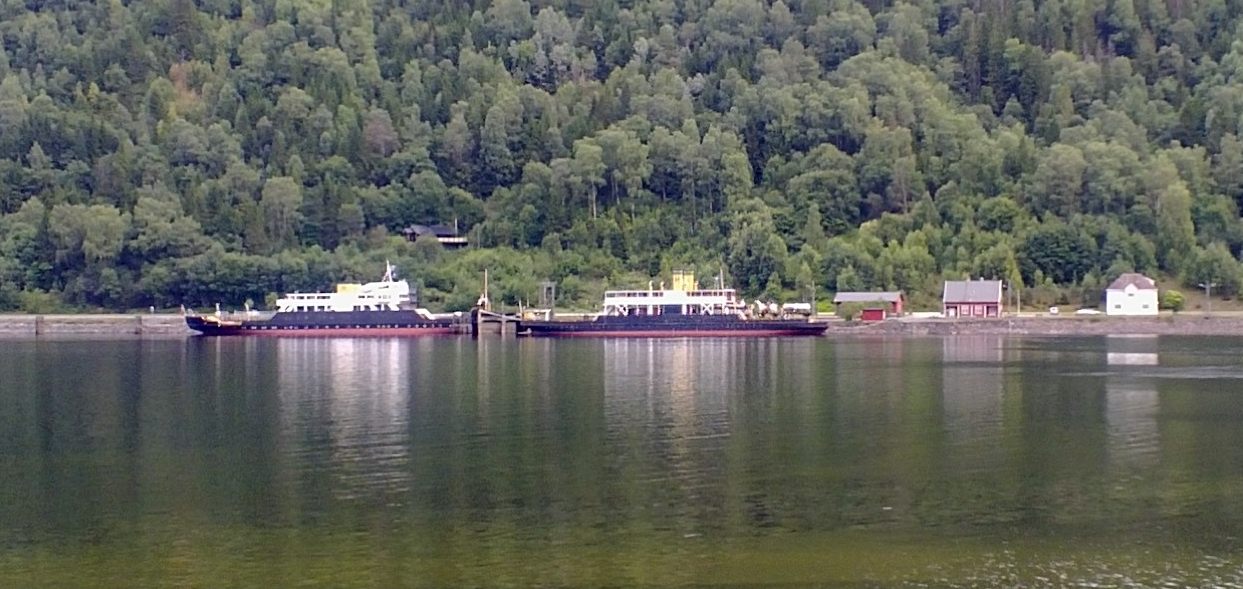
M/F Storegut und D/F Ammonia in Mæl (2013)

Nach einigen kleineren Schiffen wurden ab 1929 die Dampffährschiffe Hydro und Ammonia eingesetzt.
D/F Hydro wurde 1944 bei Kriegshandlungen versenkt, sie liegt in 430 m Tiefe. 1956 wurde die Motorfähre Storegut in Betrieb genommen, die D/F Ammonia blieb aber als Reserveschiff betriebsbereit. Es heißt, M/F Storegut sei das größte Binnenschiff Skandinaviens, D/F Ammonia die letzte noch existierende dampfbetriebene Eisenbahnfähre der Welt.
Die beiden Fähren wurden als Abstellplatz für die ehemaligen Fahrzeuge der RjB genutzt. Beide Fähren lagen 2013 außer Betrieb in Mæl.

### Schienenfahrzeuge

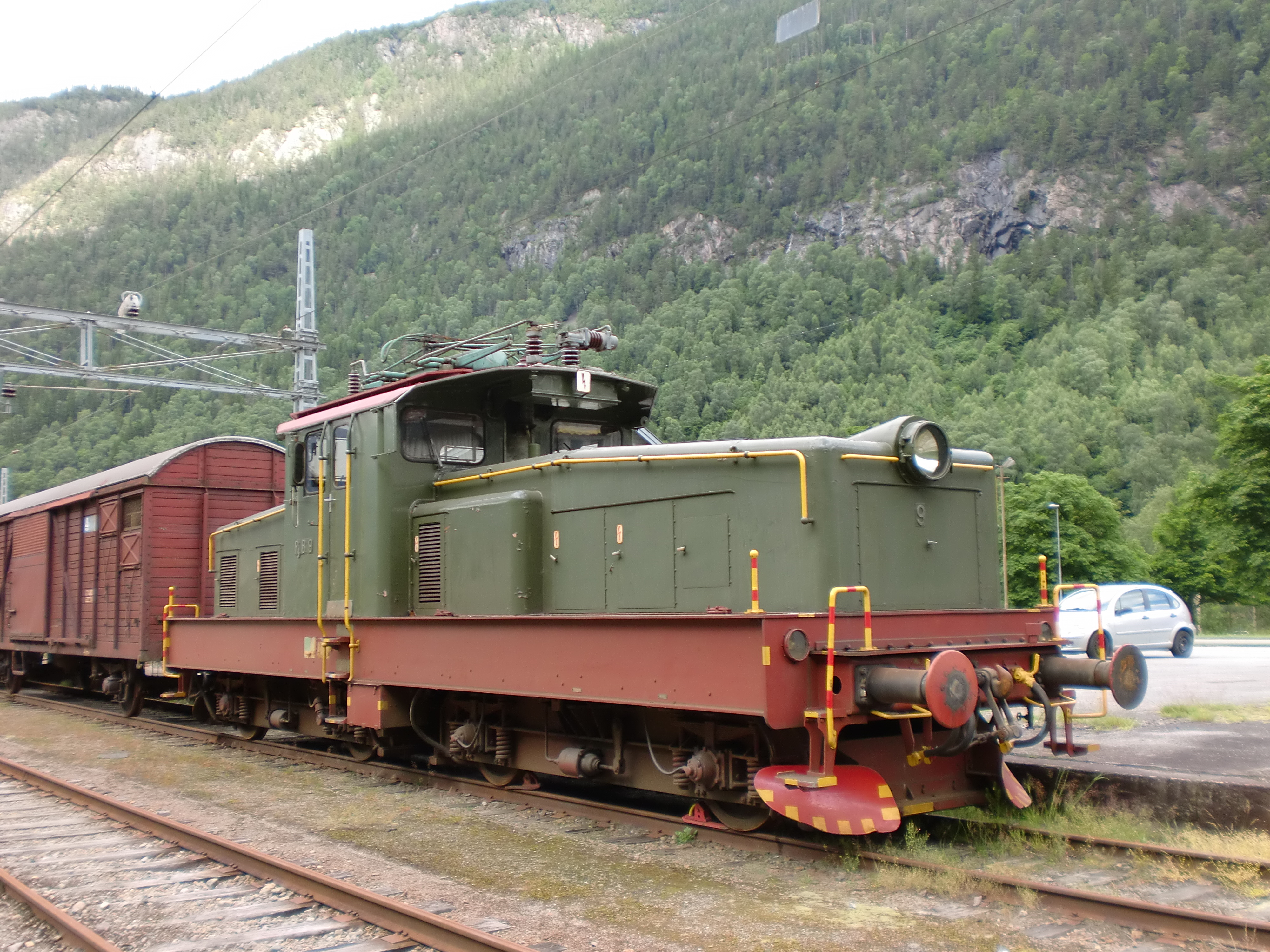
Lok 9 in Rjukan
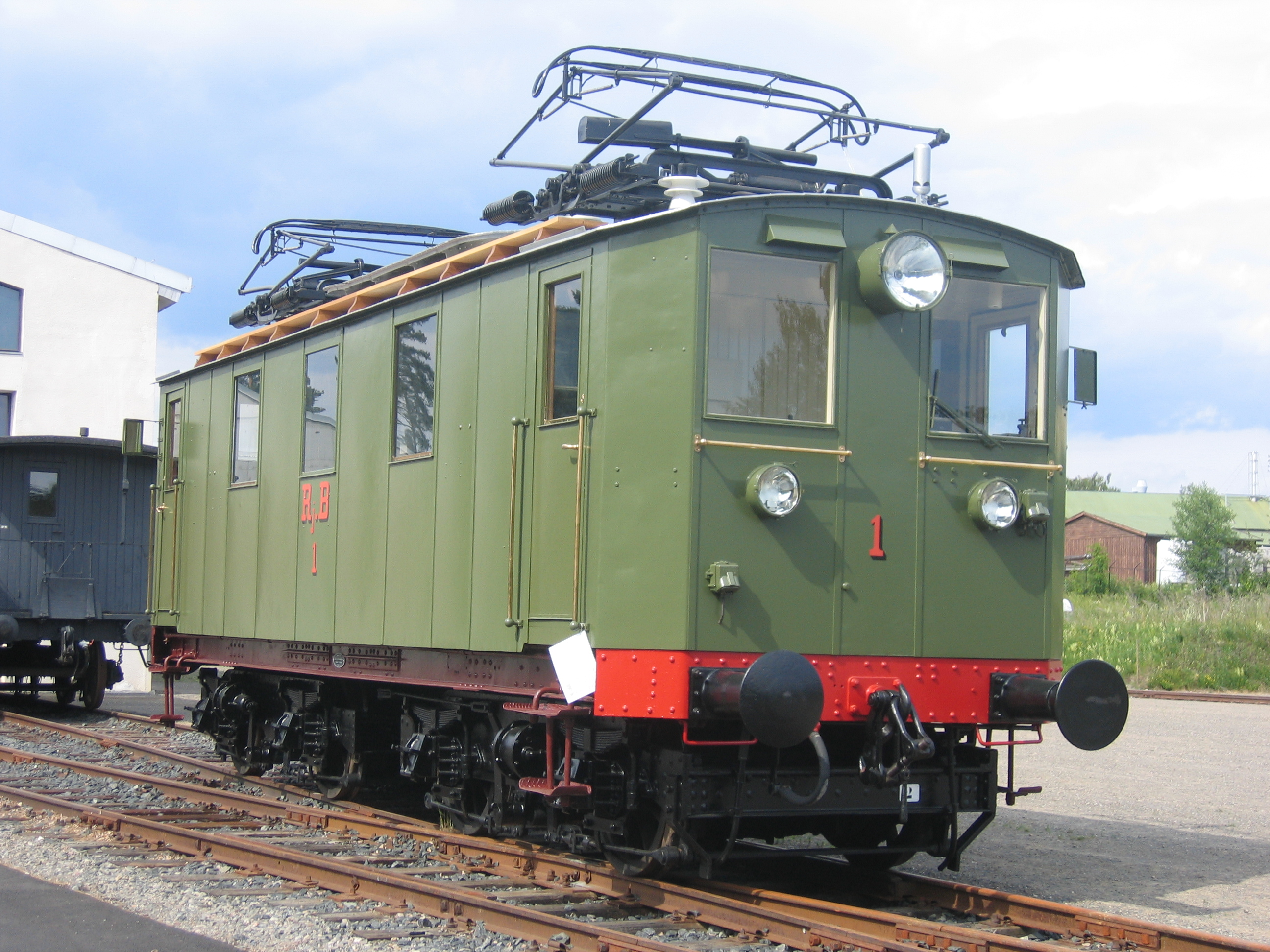
Lok 1 in Hamar
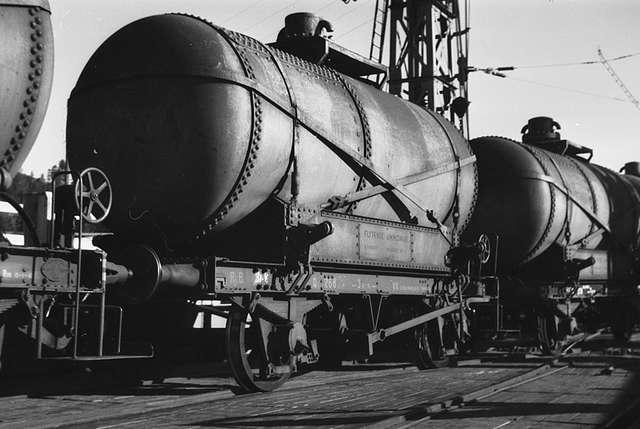
Ammoniak-Wagen
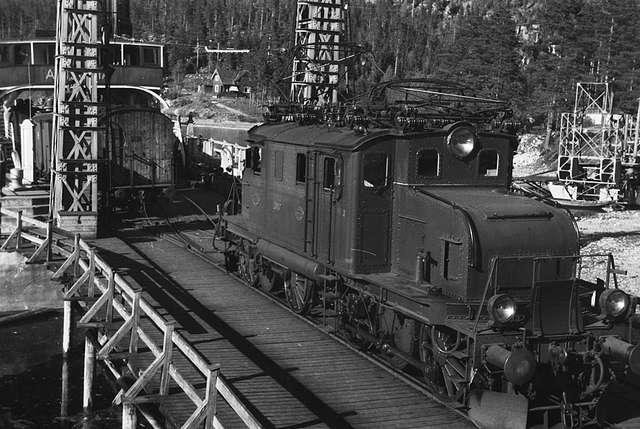
El 1 in Tinnoset (um 1948)

Zuletzt waren auf der Rjukanbanen die 1958 von Jung/Sécheron gebauten El-Loks Nr. 9 und 10 im Einsatz. Dazu kamen 1961 vier Henschel-Dieselloks vom Typ Henschel DH 500 Ca (Norsk Hydro 19–22 / Rj.B. 19–22) für den Rangierdienst in den Werken von Norsk Hydro und das nichtelektrifizierte Verbindungsstück Vemork–Rjukan.
Die Stiftelsen Rjukanbanen übernahm die Elektrolokomotiven 9 und 10 sowie 2003 die Henschellokmotiven 19, 20 und 22. Lok 24, die ehemalige Skd 213 65 ist ebenso vorhanden. Daneben haben sich weitere historische Fahrzeuge der NSB angesammelt, so El 9 2064 und etliche Triebwagen, Mittelwagen und Steuerwagen der Baureihen BM 67 und BM 68. Des Weiteren sind mehrere Güterwagen, Material- und Arbeitswagen vorhanden (Stand: 2006).

## Aktueller Zustand
Für die Einstufung der gesamten Region einschließlich der Bahnstrecke, der Fahrzeuge und der Fährschiffe als Weltkulturerbe wurde die M/F Storegut zu einer Untersuchung im Mai 2009 aus dem Wasser genommen. Die Bahnstrecke mit den Eisenbahnfähren sollten für einen Museumsbetrieb wieder aktiviert werden. Der norwegische Staat stellte für die Maßnahme über Riksantikvaren und aus Regierungsmitteln 6,5 Millionen Kronen zur Verfügung. Ziel war es, das Schiff zum 100-jährigen Jubiläum der Bahn wieder in Betrieb zu nehmen. Zum Jubiläum am 9. August 2009 verkehrten Dampfsonderzüge und die Fähre –  von der Regierung war Staatssekretär Robin Martin Kåss anwesend.
Die Anlagen um Vemork einschließlich der Bahnstrecke und der früheren Unterkünfte wurden im Juli 2015 zusammen mit Notodden in das UNESCO-Weltkulturerbe aufgenommen. Im Juli 2015 fuhr die M/F Storegut fahrplanmäßig zwischen Mæl und Tinnoset. Die Bahn verkehrt seit 2016 wieder, jedoch nur mit Dieselbetrieb. Dazu erhielt Lok 20 in Trondheim eine Hauptuntersuchung und übernahm die Touristenzüge. Die Diesellokomotiven 19 und 24 sind vorhanden und waren 2016 fahrbereit. 2017 erhielt Rjukanbanen von Riksantikvaren über 9 Mio. Kronen zur weiteren Aufarbeitung von Fahrzeugen und Anlagen. Der Austausch der Schwellen zwischen Rjukan und Mæl wurde verschoben, nachdem die ältesten und schlechtesten 4200 Schwellen im Sommer 2016 ersetzt wurden.
In Angriff genommen wurden 2017 Renovierungsarbeiten an den Fähranlegern in Tinnoset und Mæl, die Instandsetzung des Bahnhofes von Rjukan sowie eine Überprüfung des Anstriches und das Freischneiden der zehn Leuchtfeuer am Seeufer.